# Pilars de l'islam
Els pilars de l'islam (àrab: أركان الإسلام, arkān al-islām) són els deures ineludibles que tots els musulmans han d'aplicar si volen obtenir la salvació. N'hi ha cinc que són els més notables i respectats, anomenats els cinc pilars. Aquests deures no es troben explícitament a l'Alcorà, sinó que provenen del hadit de Gabriel, que es troba en els reculls Sahih al-Bukharí i Sahih Múslim: «L'islam està construït sobre cinc pilars». El concepte ha estat adoptat amb matisos per la gran majoria de branques de l'islam.

## Els cinc pilars de l'islam

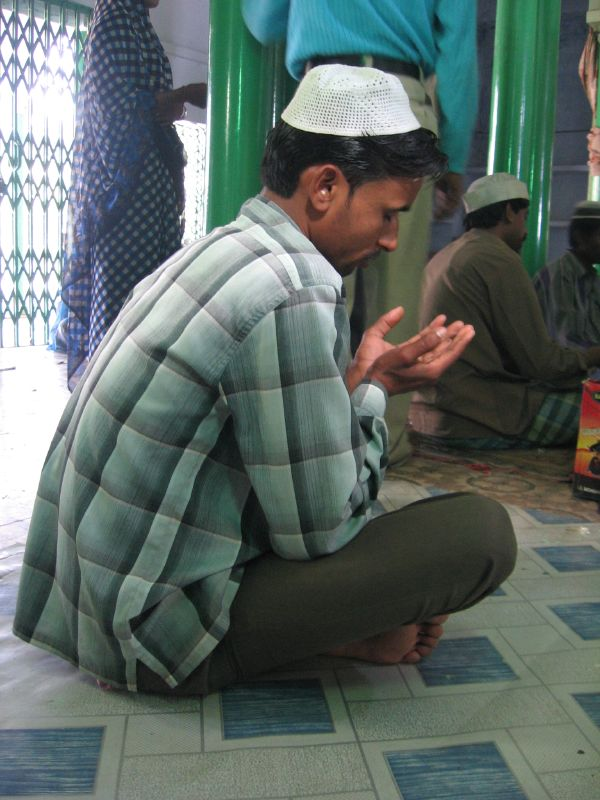
La pregària, segon pilar de l'islam

- La professió de fe (xahada)

La xahada és una fórmula que proclama: «No hi ha cap divinitat tret de Déu, i Muhàmmad és el profeta de Déu». Pronunciar-la és una acte de fe molt important, ja que a través seu el fidel s'adhereix al principi essencial de l'islam: el de la unitat i la unicitat de Déu (tawhid). Aquesta frase acompanya els creients en els principals moments de la vida. De fet, per esdevenir musulmà, només cal recitar-la amb sinceritat davant de testimonis, sense cap altre ritus d'iniciació.
- La pregària ritual (salat)

L'islam considera indispensable la comunió amb Déu que proporciona la pregària. Aquesta condiciona la vida diària dels musulmans practicants: s'efectua cinc cops al dia, a hores preestablertes i en direcció a la Meca. Una sola pregària, la del migdia del divendres, ha de ser feta en comú i a la mesquita.
- L'almoina (zakat)

L'almoina reglamentada i obligatòria (zakat) estipula que els musulmans han d'aportar cada any una certa part del seu capital per tal d'ajudar els pobres i la comunitat. Les finalitats d'aquesta almoina són, segons la doctrina musulmana, limitar l'acumulació de riqueses, purificar l'ànima de l'avarícia i la cobdícia, ajudar els pobres i els necessitats, participar en l'esperit de comunitat i contribuir a les obres d'utilitat pública com escoles o hospitals.
- El dejuni durant el mes de ramadà (sawm)

El ramadà és el novè mes del calendari lunar i és quan, segons la tradició, començà la revelació de l'Alcorà. Durant tota la durada d'aquest mes sagrat es realitza el sawm, ‘abstinència’, com a exercici espiritual d'introspecció i de comunió entre tots els musulmans. Com que s'efectua des de la sortida fins a la posta de sol, aquesta pràctica modifica sensiblement la vida dels musulmans mentre dura: el treball diürn se'n veu afectat i es viu més de nit, quan la gent se sol reunir per compartir la ruptura del dejuni.
- El pelegrinatge (hajj)

El cinquè pilar bàsic de la fe islàmica és la visita dels llocs sants de la Meca, on s'acompleixen diversos rituals. Aquesta visita s'ha de portar a terme almenys un cop a la vida, però és només preceptiva per a aquells fidels capacitats que disposin de mitjans per a poder-la efectuar. Anomenada gran pelegrinatge o hajj, es realitza durant el darrer mes del calendari musulmà, dhu-l-hijja, i implica la visita combinada dels llocs sants de la Meca i del seu terme sagrat (al-balad al-haram).

## Xiisme

### Imamites
Els xiïtes imamites creuen en una doctrina incloent entre altres els cinc pilars, però els consideren diferentment: els cinc articles de llur professió de fe són les arrels de la religió (Ussul ad-Din) i allò que equival als pilars ho consideren les branques de la religió (Furu ad-Din).

#### Furu ad-Din

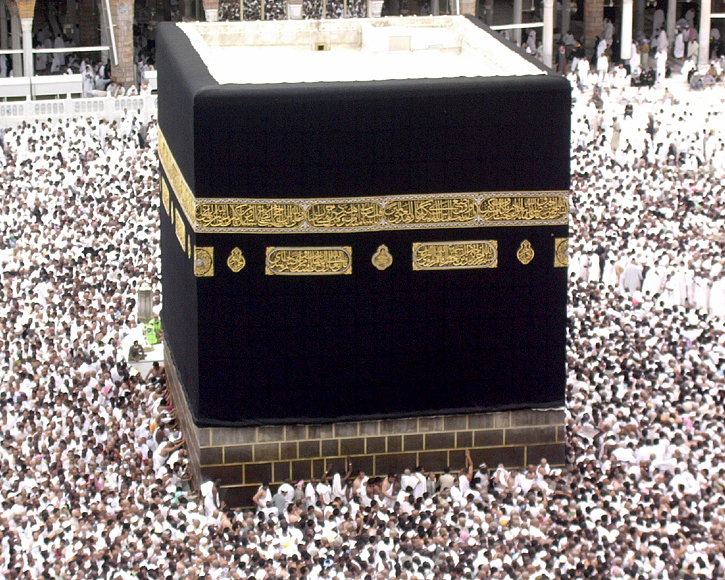
Pelegrins al voltant de la Kaba, acomplint un dels rituals del hajj

- Salat - Les cinc pregàries diàries.
- Sawm - Dejuni durant el mes de ramadà.
- Hajj - Pelegrinatge a la Meca.
- Zakat - Almoina.
- Khums - Pagament d'un impost d'un 20% sobre els beneficis anuals fora d'impostos.
- Gihad - Esforç per guanyar el favor de Déu. El Gran gihad o intern és la lluita contra el mal dins de la pròpia ànima. El Petit gihad o extern, són els esforços que el creient ha de fer pel que fa a l'entorn exterior.
- Amr bi-l-maruf - Encoratjar les bones accions.
- Nahi an al-múnkar - Evitar les males accions.
- Tawal·la - Estimar la família del Profeta i els seus successors (l'Ahl al-Bayt).
- Tabarra - Dissociar-se dels enemics de l'Ahl al-Bayt.

### Ismaïlites
Els ismaïlites accepten quatre dels cinc pilars sunnites i n'afegeixen tres més:
- Walaya - Amor i devoció envers Déu, el Profeta, l'imam (i el seu daï).
- Tahara - Puresa.
- Salat - Pregàries quotidianes.
- Zakat - L'almoina
- Sawm - Dejuni del mes de ramadà
- Hajj - Pelegrinatge.
- Gihad - Esforç (la fe s'ha de manifestar en els actes).